# Charleston (Illinois)
Charleston é uma cidade localizada no estado estadunidense de Illinois, no Condado de Coles.

## Demografia
Segundo o censo americano de 2000, a sua população era de 21.039 habitantes.
Em 2006, foi estimada uma população de 20.182, um decréscimo de 857 (-4.1%).

## Geografia
De acordo com o United States Census Bureau tem uma área de
22,5 km², dos quais 20,7 km² cobertos por terra e 1,8 km² cobertos por água.

## Localidades na vizinhança
O diagrama seguinte representa as localidades num raio de 24 km ao redor de Charleston.